# Liste der Naturdenkmale in Freckenfeld
Die Liste der Naturdenkmale in Freckenfeld nennt die im Gemeindegebiet von Freckenfeld ausgewiesenen Naturdenkmale (Stand 17. April 2013).

## Naturdenkmale
| Nr.         | Bezeichnung | Lage              | Beschreibung                    | Bild                                    |
| ----------- | ----------- | ----------------- | ------------------------------- | --------------------------------------- |
| ND-7334-201 | Wildbirne   | Lindenstraße Lage | Pyrus pyraster, um 1750 gekeimt | Direkt Bild zu diesem Denkmal hochladen |